# Abanay
Abanay (Abanay Island) es una isla situada en Filipinas, adyacente a la de Mindanao. Corresponde al término municipal de Dapa perteneciente a  la provincia de Surigao del Norte situada en la Región Administrativa de Caraga, también denominada Región XIII.

## Geografía
Situada al norte del grupo las  islas de Bucas (Grande Enmedio, Este y Oeste) separado de la isla de Mindanao, municipio de Claver, por el estrecho de Hinatuán (Hinatuan Passage). Cierra la bahía de Dapa junto con la isla de Bancuyo. Ambas situadas en el canal de Dapa entre  la isla de Siargao, municipios de Del Carmen y Dapa y a las de Bucas.
Al este se encuentra el mar de Filipinas y al oeste el seno de Dinagat frente al grupo de islas Dinagat.

## Localidades
Forma parte del barrio de Cambas-ac, cuyo núcleo de población se encuentra situado al oeste, en la isla de Siargao.